# La Chingada (Veracruz)
La Chingada is een plaatsje met 5 inwoners in de gemeente Perote in de Mexicaanse deelstaat Veracruz.
De plaats is vooral bekend om haar naam. Het betekent zoveel als 'De Geneukte', een vulgaire maar veelgebruikte verwijzing naar La Malinche, de Indiaanse minnares van Hernán Cortés, de Spaanse conquistador die Mexico veroverde. 'La Chingada' wordt gebruikt in een veelheid van meestal beledigende of vulgaire betekenissen, Vete a La Chingada betekent bijvoorbeeld zoiets als 'loop naar de hel'.
Hoewel er in Mexico meerdere plaatsjes zijn die La Chingada heten, is dit het meest bekende.